# Parahathlia lineella
Parahathlia lineella är en skalbaggsart som först beskrevs av Hope 1841.  Parahathlia lineella ingår i släktet Parahathlia och familjen långhorningar. Inga underarter finns listade i Catalogue of Life.